# Lepthyphantes himuronis
Lepthyphantes himuronis este o specie de păianjeni din genul Lepthyphantes, familia Linyphiidae, descrisă de Saito în anul 1992. Conform Catalogue of Life specia Lepthyphantes himuronis nu are subspecii cunoscute.